# MANIAC III
MANIAC III (от англ.: Mathematical Analyzer Numerical Integrator and Automatic Computer Model III) - электронный компьютер второго поколения (т.е. использовавший транзисторы и диоды в качестве элементной базы), построенный в 1964 году в Институте компьютерных исследований при Чикагском Университете.
Компьютер был разработан под руководством Николаса Метрополиса и построен силами сотрудников Института компьютерных исследований, который основал и возглавил Николас Метрополис в 1957 году. Его конструкция была изменена для того, чтобы полностью избавиться от вакуумных ламп, поэтому в результате компьютер занимал очень малую площадь огромного кондиционируемого помещения. В компьютере использовалось 20.000 диодов и 12.000 транзисторов. В качестве ОЗУ использовалась память на магнитных сердечниках объемом 16 Кб 48-битных слов. Умножение вещественных чисел компьютер осуществлял за 71 микросекунду, а деление - за 81 микросекунду.
Новинкой в этом компьютере была особая поддержка работы с вещественными числами. Она позволяла пользователям автоматически определять изменения в точности результатов вычислений.

## См.также
- MANIAC I - первый компьютер, построенный Метрополисом для Лос-Аламосской национальной лаборатории